# Дженсън Екълс
Дженсън Екълс (на английски: Jensen Ackles) e американски актьор, модел, певец и режисьор, известен с ролята си на Дийн Уинчестър в сериалаСвръхестествено.

## Произход и образование
Роден е на 1 март 1978 година в Далас, щата Тексас. Син е на Алън Роджър Екълс и Дона Джоан Шафър. Дженсън има по-голям брат, Джошуа, и по-малка сестра, Макензи, и е от ирландски, британски и германски произход.
Планира да учи спортна медицина в Техническия университет на Тексас и да стане физиотерапевт, но вместо това се мести в Лос Анджелис, за да започне актьорска кариера.

## Кариера

### Актьорска кариера

#### 1996 – 2004 г.
От четиригодишна възраст участва в различни телевизионни реклами като модел. Кариерата му като актьор започва през 1996 година. Прави гостуващи участия във филмите „Mr. Rhodes“, „Sweet Valley High“ и „Cybill“ преди да се присъедини през 1997 г. към актьорския състав на сапунения сериал на Ен Би Си „Дните на нашия живот“ като Ерик Брейди. През 1998 г. печели наградата „Soap Opera Digest“ за „Най-добър изгряващ актьор“ и е номиниран три пъти (през 1998, 1999 и 2000 година) за награда „Еми“ за „Изключителен млад актьор в драматичен сериал“ отново за работата си в „Дните на нашия живот“.
Екълс напуска сериала „Дните на нашия живот“ през 2000 г. и участва в мини сериала „Блондинка“, който описва живота на Мерилин Монро. Явява се на прослушване и за ролята на Кларк Кент за сериала „Смолвил“, но тя бива предложена на Том Уелинг. След това Дженсън се появява в епизод от телевизионния филм на Джеймс Камерън „Тъмен ангел“ като сериен убиец (Бен\ Х5-493, брат на главния герой Макс\Х5 -452, изигран от Джесика Алба). Героят му умира още в същия епизод, но Екълс се връща в сериала за постоянно като близнака на Бен – Алек във втори сезон. Остава в шоуто до спирането му през 2002 г.
Екълс работи неуморно през 2003 г. Става част от екипа на сериала на Уорнър „Кръгът на Доусън“ по време на последния сезон, играейки Си Джей, любимия на Джен Линдли. След това Екълс се снима в няколко неизлъчени впоследствие епизода на сериала „Still Life“ за телевизия Фокс преди той да бъде свален. Също така изиграва малка роля и е продуцент на кратък филм, озаглавен „The Plight of Clownana“.
Екълс бива извикан за ролята на любовната цел на героинята на Илайза Душку във втория сезон на сериала „Ясновидката Тру“, но Дженсън отказва и тя бива предложена на друг актьор. Но продуцентите променят името на героя на „Дженсън“, тъй като харесват името на Екълс.
В същото време Дженсън Екълс се завръща във Ванкувър, където се снима „Dark Angel“ и през 2004 г. започва постоянно участие в Смолвил в ролята на помощник-треньор по футбол на име Джейсън Тиг, който също така има романтична връзка с Лана Ланг (в ролята Кристин Крюк). Също така Дженсън има роля и във филма „Devour“, в който играе заедно с баща си Алън Екълс, който също е актьор. Алън изиграва бащата на героя на Дженсън, Джейк Грей.

#### 2005 – 2019 г. –„Свръхестествено“и други проекти
През 2005 г. Дженсън Екълс приема ролята на Дийн Уинчестър в шоуто на Уорнър Брос, Свръхестествено. В първия сезон героят обединява усилия с брат си Сам (Джаред Падалеки), за да намерят баща си Джон (Джефри Дийн Морган). Шоуто е на паранормална тематика – двамата братя разследват случаи със свръхестествена намеса и опитват да спрат злите сили, изпречващи се на пътя им. Сериалът е в своя петнадесети и последен сезон, като всички сезони са снимани във Ванкувър, Канада. Екълс е и режисьор на 6 от епизодите на шоуто.
През лятото на 2006 г. Екълс взима ролята на Пристли в независимата комедия „Ten Inch Hero“. Филмът започва да се излъчва по филмовите фестивали в началото на 2007 г. и Екълс получава високи оценки за играта си. Друго участие Дженсън бележи и в пиесата „A Few Good Men“, където играе с Лу Даймънд Филипс. Тя се играе на сцената на театър „Casa Mañana“ в град Форт Уърт, щата Тексас. Дженсън Екълс получава висока оценка и за тази си роля, която е и неговият официален театрален дебют. През лятото на 2008 г. се снима във филма „My Bloody Valentine 3D“, римейк на канадски хорър филм от 1981 г.
През 2010 г. Екълс озвучава Червената качулка в анимационния филм „Батман: Под червената качулка“ и герой на име Гибсън във видеоиграта „Tron: Evolution“, базирана на филма Трон: Заветът.

### Музикална кариера
Екълс пее и свири на китара. През 2012 година излиза песента „Angeles“, на която Екълс е водещ вокал и китарист. Песента е част от албума „Sharing the Covers“ на Стийв Карлсън, някогашен съквартирант на Екълс. По-късно Екълс записва „Have Yourself a Merry Little Christmas“ в дует с Джейсън Манс. През 2018 година Екълс и Стийв Карлсън пишат и записват албума „Vol. 1“, който излиза на 8 ноември 2019 г. Албумът е официалният дебют на Екълс като певец и музикант. На 7 май 2021 г. излиза втората част на албума „Vol. 2“, отново с авторски пресни от Екълс и Карлсън.

## Личен живот
През ноември 2009 година Екълс се сгодява за своята приятелка Данийл Харис, по професия актриса и модел. Двойката се жени на 15 май 2010 г. в Далас, Тексас. Двамата са родители на 3 деца. Най-голяма е Джъстис Джей „Джей Джей“, родена през май 2013 година. На 2 декември 2016 година се раждат близнаците им Зеплин Брам и Ароу Роудс.
Заедно с жена си Данийл и своите тъст и тъща, Екълс е съсобственик на бирария „Family Business Beer Company“, намираща се в Тексас.

## Награди
| Година | За участие в:          | Награда                    | Категория                                             |
| ------ | ---------------------- | -------------------------- | ----------------------------------------------------- |
| 1998   | „Дните на нашия живот“ | „Soap Opera Digest Awards" | „Най-добър изгряващ актьор“                           |
| 2010   | „Свръхестествено“      | „Ewwy Awards“              | „Най-добър актьор в драматично шоу“                   |
| 2011   | „Свръхестествено“      | „TV Guide Award“           | „Любим актьор“                                        |
| 2013   | „Свръхестествено“      | „SFX Awards“               | „Най-секси мъж“                                       |
| 2014   | „Свръхестествено“      | „Изборът на публиката“     | „Любим ТВ bromance“ (с Джаред Падалеки и Миша Колинс) |
| 2015   | „Свръхестествено“      | „Изборът на тийнейджърите“ | „ТВ химия“ (с Миша Колинс)                            |
| 2016   | „Свръхестествено“      | „Изборът на публиката“     | „Любим ТВ актьор в sci-fi/фентъзи“                    |